# Alessandro Correa
Alessandro Correa, meglio noto come Sandrinho (Aimorés, 5 luglio 1980), è un ex calciatore brasiliano, di ruolo centrocampista.

## Palmarès

### Club

#### Competizioni nazionali
- Campionato bulgaro: 2

Liteks Loveč: 2009-2010, 2010-2011
- Coppa di Bulgaria: 2

Liteks Loveč: 2007-2008, 2008-2009
- Supercoppa di Bulgaria: 1

Liteks Loveč: 2010